# Ommatius piliferous
Ommatius piliferous là một loài ruồi trong họ Asilidae. Ommatius piliferous được Scarbrough miêu tả năm 1985. Loài này phân bố ở vùng Tân nhiệt đới.